# Berberis holstii
Berberis holstii är en berberisväxtart som beskrevs av Adolf Engler. Berberis holstii ingår i släktet berberisar, och familjen berberisväxter. Inga underarter finns listade i Catalogue of Life.